# Vrútky
Vrútky (Hongaars:Ruttka) is een Slowaakse gemeente in de regio Žilina, en maakt deel uit van het district Martin.
Vrútky telt 7298 inwoners.

## Openbaar vervoer

### Treinen
In het noorden van de gemeente ligt het station Vrútky. Daar is vervoer van passagiers voorhanden, zowel voor korte als lange afstanden.

### Autobus
Tegenover het treinstation ligt een autobusstation "Autobusová stanica" voor lokaal - en regionaal vervoer.

## Afbeeldingen

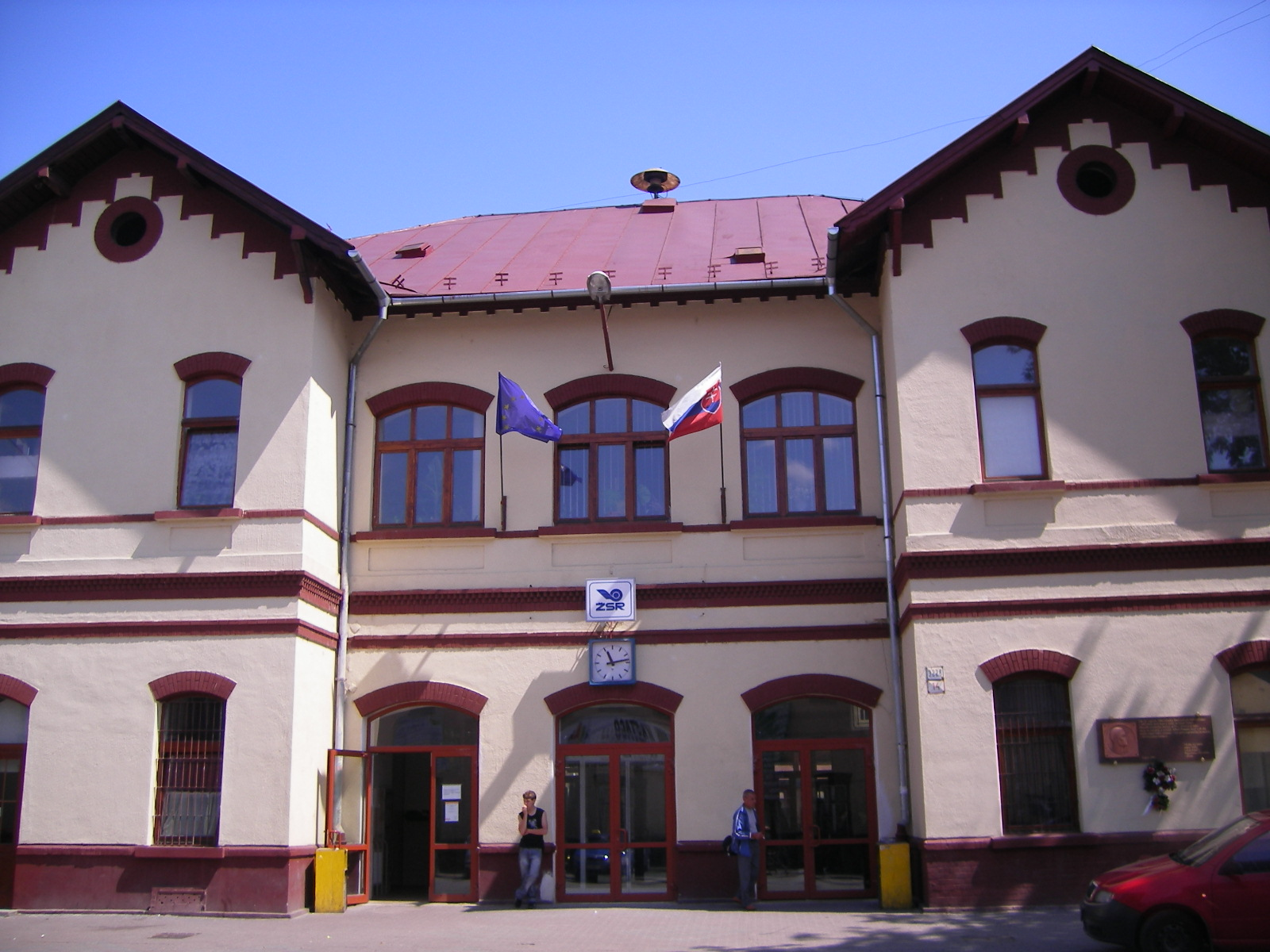
Station Vrútky
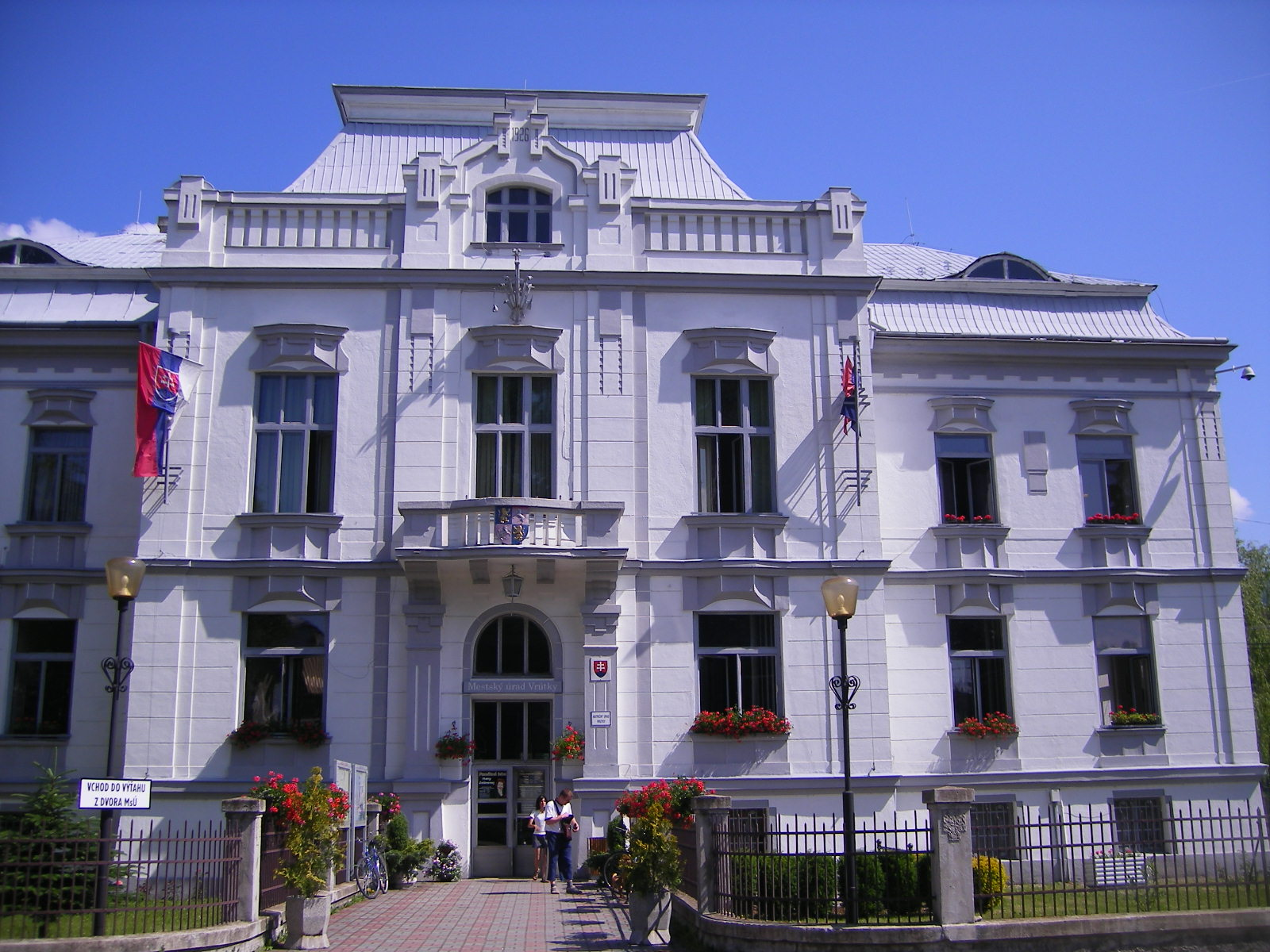
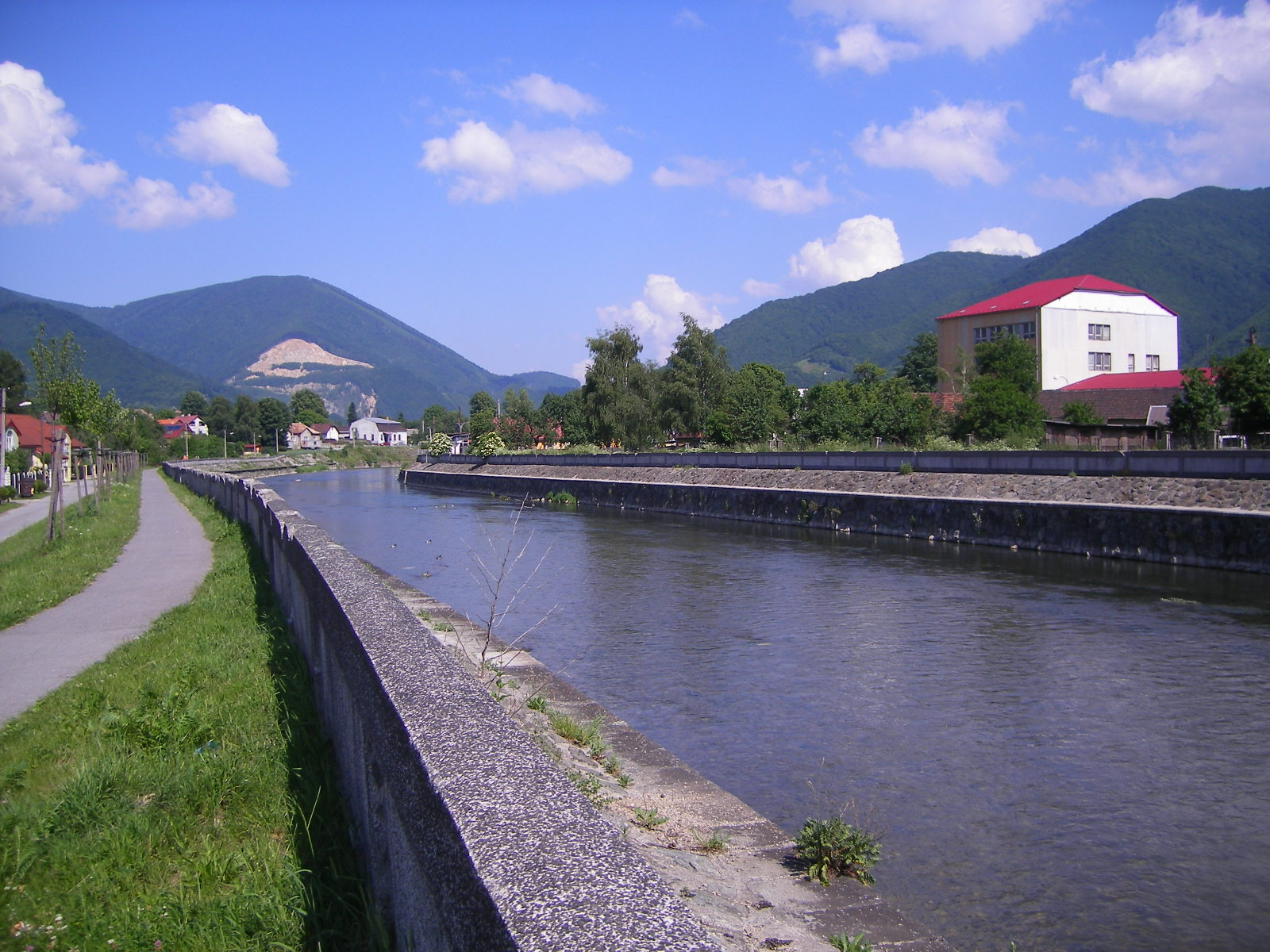
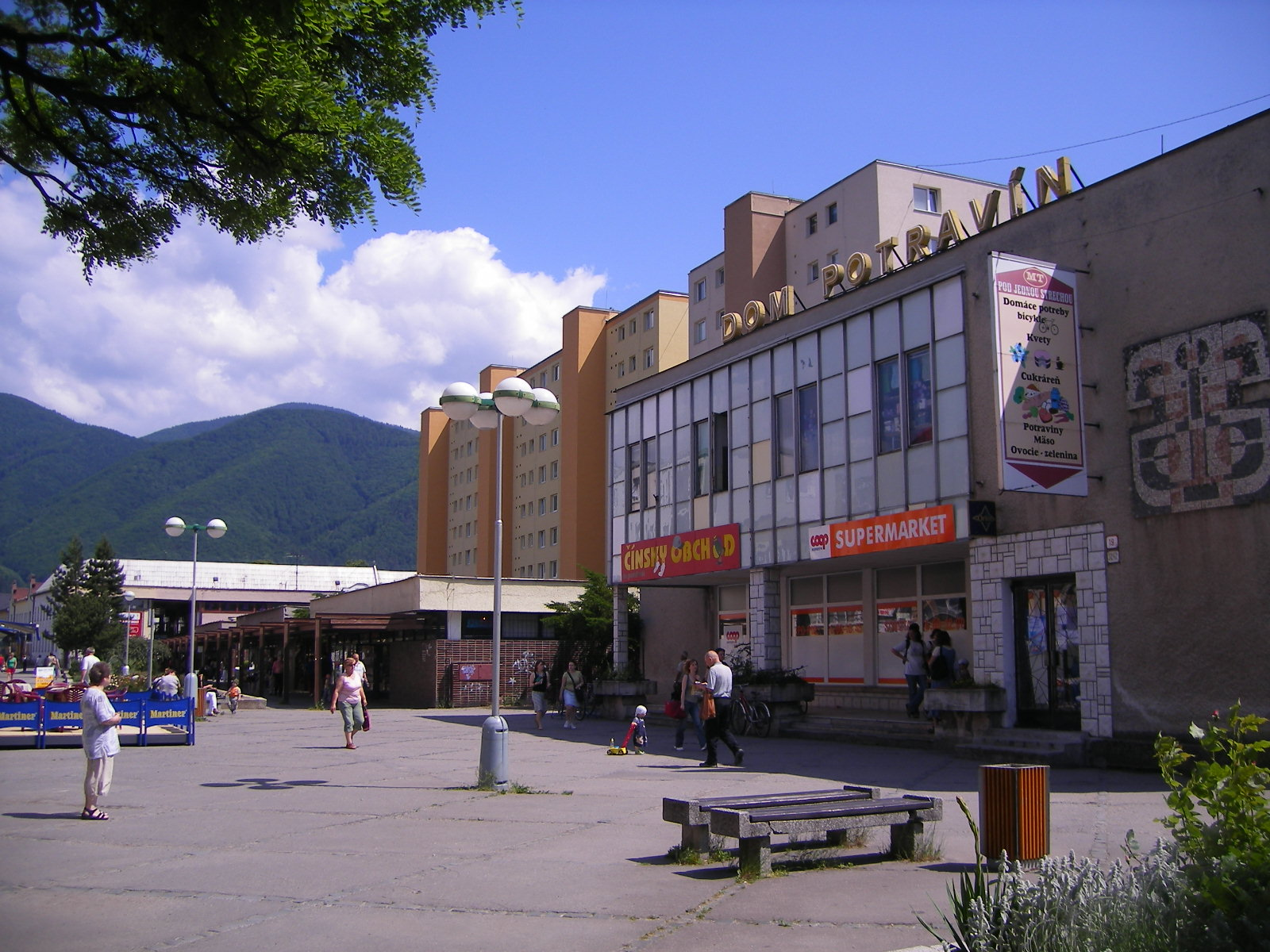
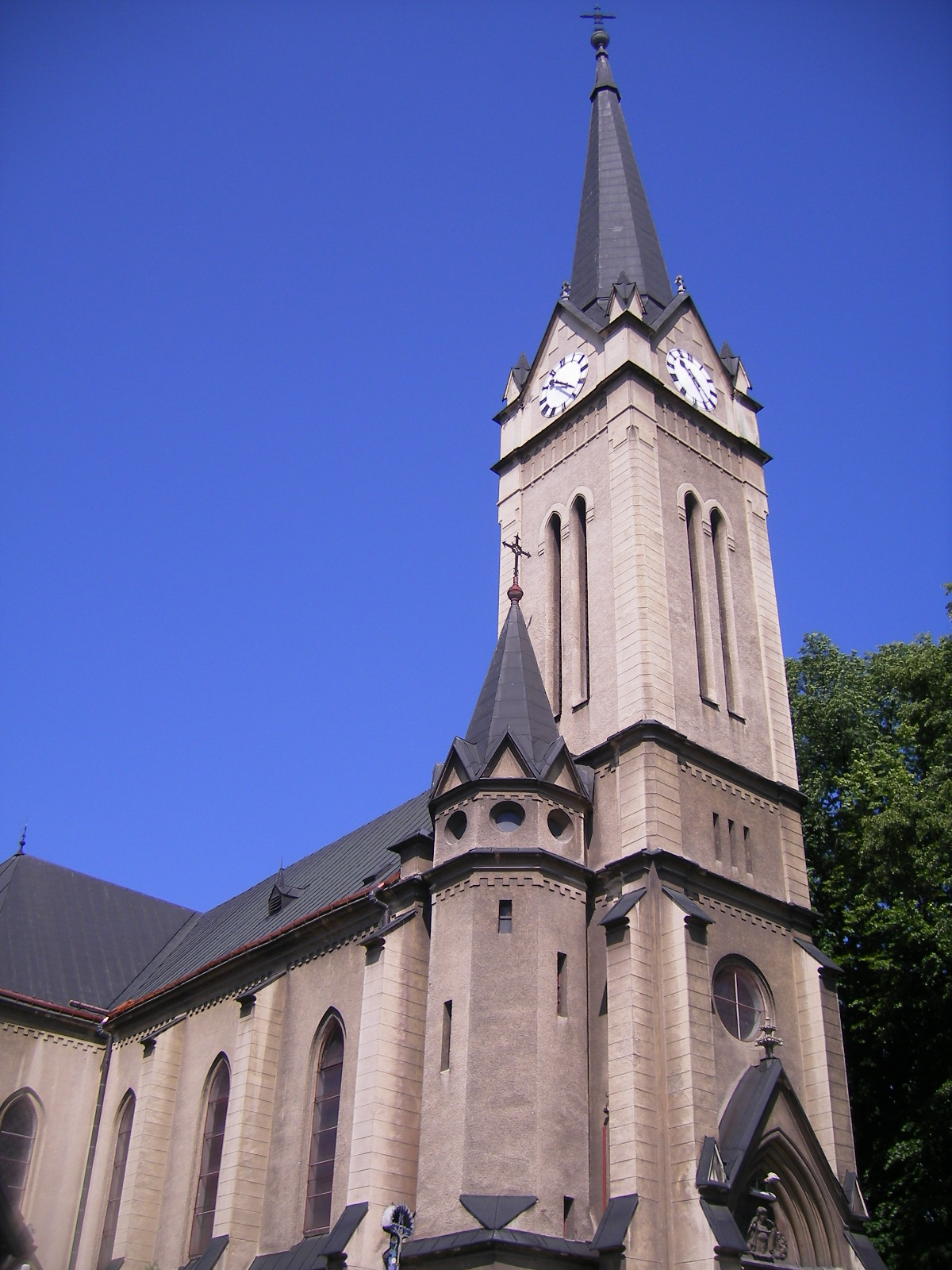
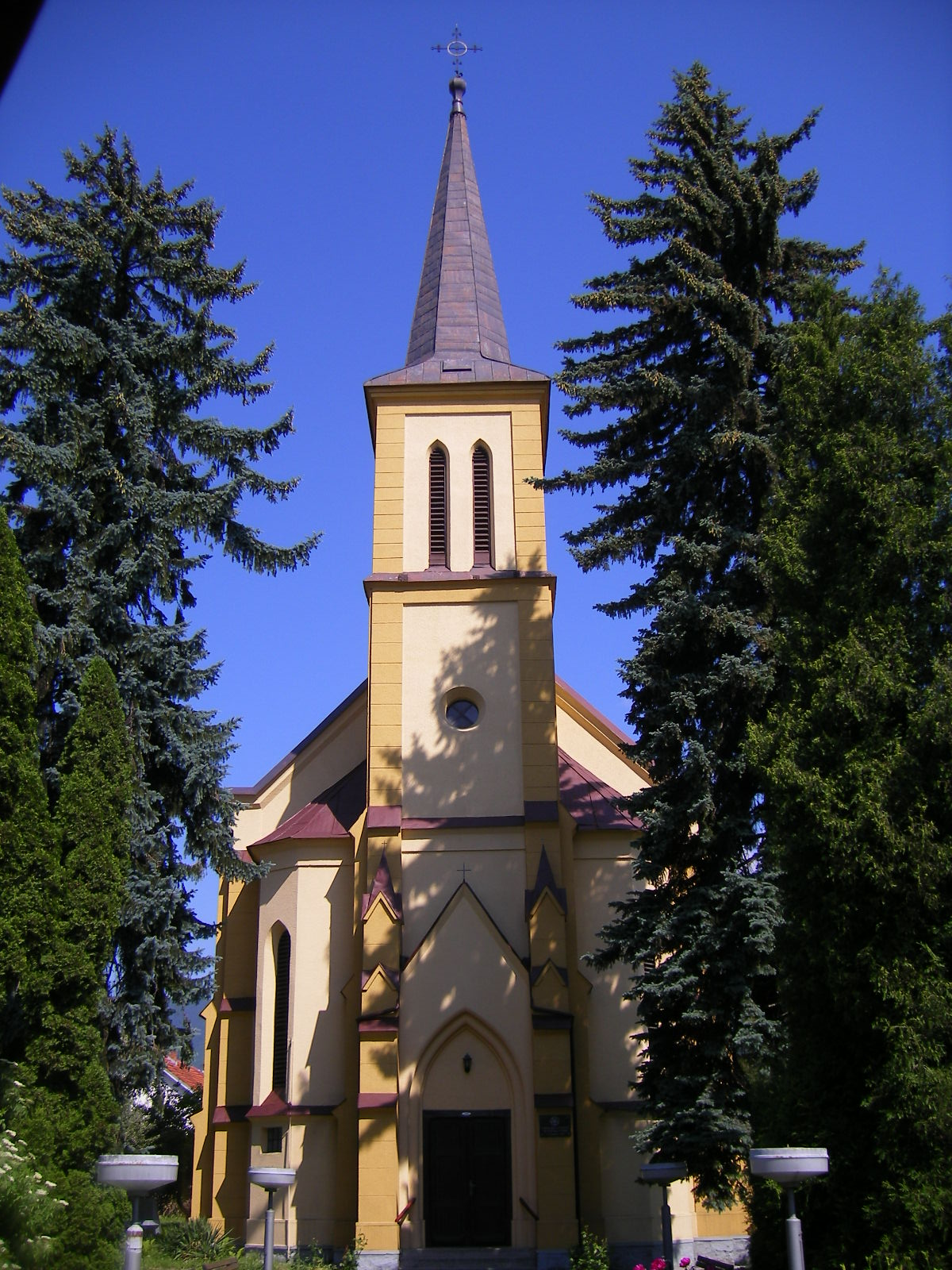
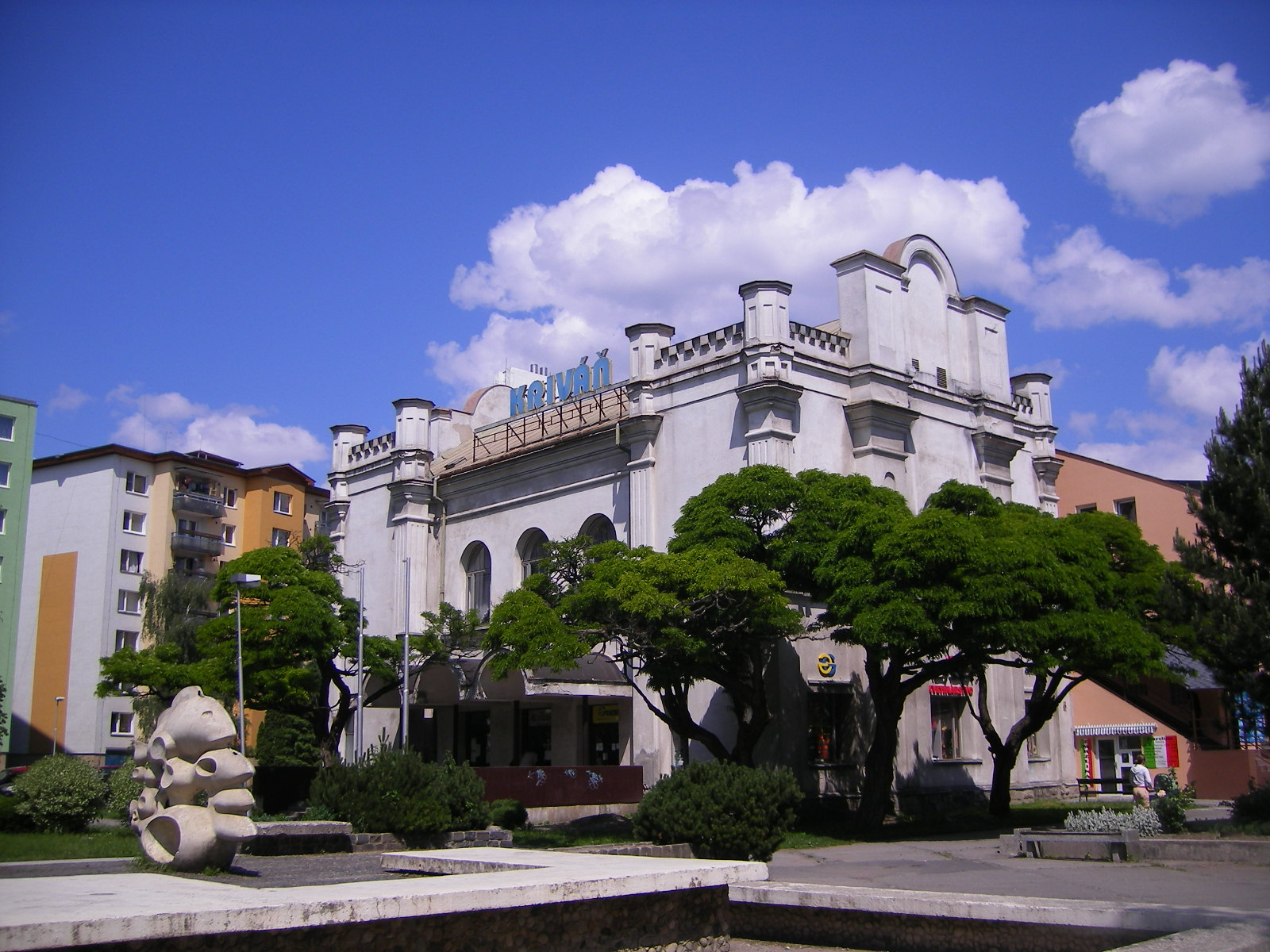
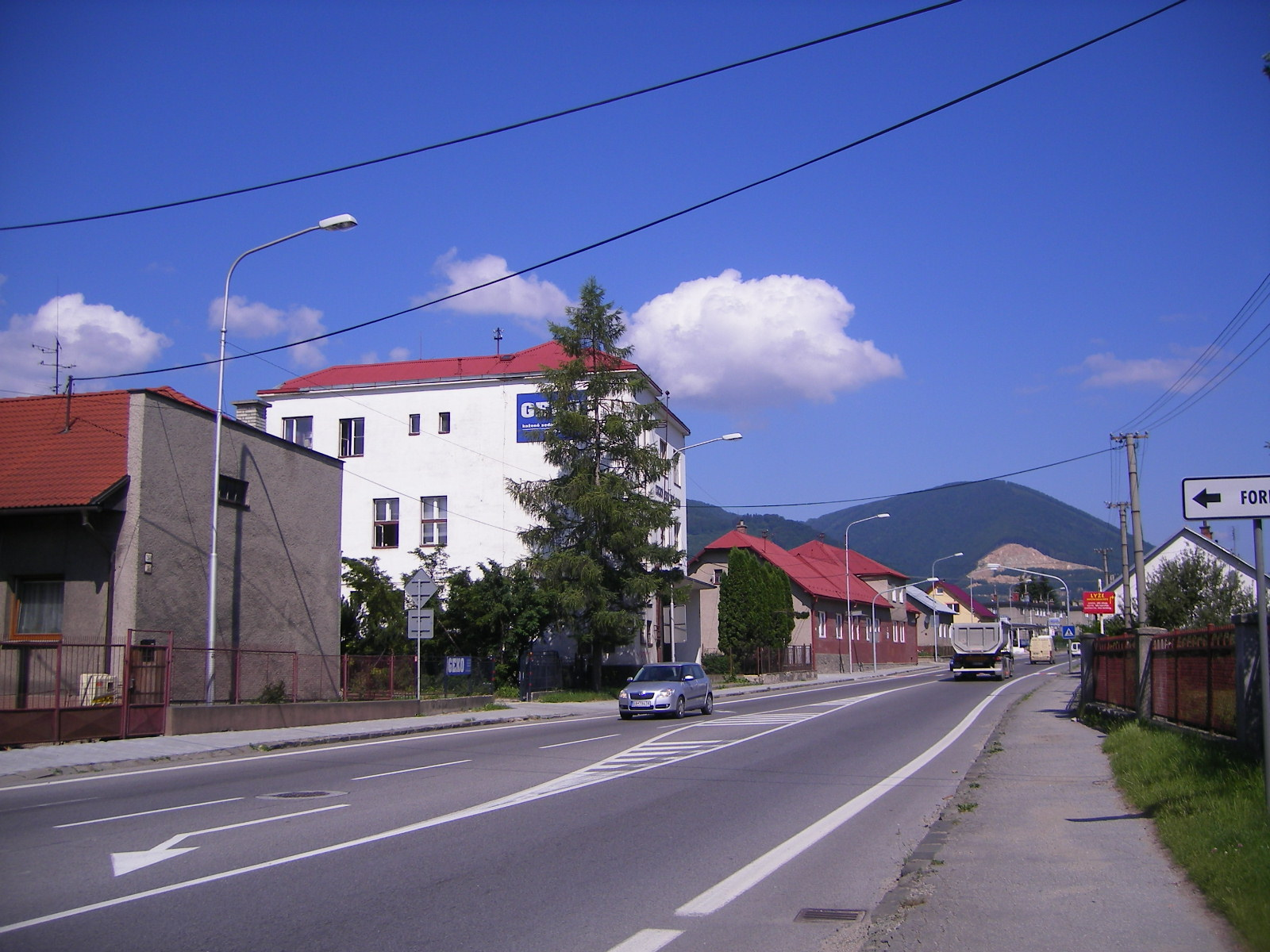